# 1. deild 1986 (Fær Øer)
L'edizione 1986 della 1. deild vide la vittoria finale del GÍ Gøta.

## Classifica finale
|   | Classifica   | G  | V | N | P | GF | GS | Dif | Pt |
| - | ------------ | -- | - | - | - | -- | -- | --- | -- |
| 1 | GÍ Gøta      | 14 | 8 | 4 | 2 | 33 | 15 | 18  | 20 |
| 2 | HB Tórshavn  | 14 | 8 | 1 | 5 | 32 | 16 | 16  | 17 |
| 3 | B68 Toftir   | 14 | 7 | 3 | 4 | 26 | 19 | 7   | 17 |
| 4 | NSÍ Runavík  | 14 | 7 | 2 | 5 | 21 | 21 | 0   | 16 |
| 5 | TB Tvøroyri  | 14 | 6 | 3 | 5 | 20 | 30 | -10 | 15 |
| 6 | KÍ Klaksvík  | 14 | 4 | 2 | 8 | 15 | 16 | -1  | 10 |
| 7 | Leirvík ÍF   | 14 | 3 | 3 | 8 | 23 | 37 | -14 | 9  |
| 8 | B36 Tórshavn | 14 | 3 | 2 | 9 | 20 | 36 | -16 | 8  |

G = Partite giocate; V = Vittorie; N = Nulle/Pareggi; P = Perse; GF = Goal fatti; GS = Goal subiti; DIF = Differenza reti, PT = Punti

### Verdetti
- GÍ Gøta campione delle Isole Fær Øer 1986
- B36 Tórshavn retrocesso in 2. deild